# Society for Animation Studies
Die Society for Animation Studies (SAS) ist eine internationale, interdisziplinäre Vereinigung von Trickfilm-Historikern, -Theoretikern und -Wissenschaftlern. Die SAS wurde 1987 von Harvey Deneroff gegründet. Amtierende Präsidentin ist Maureen Furniss.
Zu den Hauptaktivitäten der SAS gehören die Ausrichtung einer jährlichen wissenschaftlichen Konferenz, die Veröffentlichung von Publikationen zur Weiterentwicklung des Fachgebiets und der Wissensaustausch unter Mitgliedern.